# القطب الجامعي أيت ملول
القطب الجامعي - أيت ملول هو مركز جامعي في مدينة أيت ملول بالمغرب. القطب تابع لجامعة ابن زهر بأكادير.

## إنشاء
تم إنشاء القطب الجامعي - أيت ملول في عام 2015.

## تكوين
يتكون القطب الجامعي - أيت ملول من ثلاث مؤسسات:
- كلية العلوم القانونية والاقتصادية والاجتماعية
- كلية اللغات والفنون والعلوم الإنسانية
- كلية العلوم التطبيقية.

## رابط خارجي
- الموقع الرسمي